# Pulse (album van Pink Floyd)
Pulse, typografisch vormgegeven als P•U•L•S•E, is een live dubbelalbum van Pink Floyd, uitgegeven op 29 mei 1995. Het album bevat nummers van de albums The Piper at the Gates of Dawn, Meddle, The Dark Side of the Moon, Wish You Were Here, The Wall, A Momentary Lapse of Reason en The Division Bell.
In vele hitlijsten stond het album op nummer 1, waaronder in de UK Albums Chart, de Album Top 100 en de Billboard 200.
Het originele album werd geleverd in een kartonnen doosje met op de rugkant een led die pulseerde in het tempo van de eerste track van het album. Het lampje kon niet verwijderd worden zonder de box te beschadigen. Het werd gevoed door een batterij die in de box was verwerkt en die alleen met zeer omslachtig werk vervangen kon worden. Voor mensen die gek werden van dat flikkerende lichtje (het duurde soms meer dan een jaar voordat het permanent doofde) gaf Pink Floyd twee tips mee: (1) draai de uitgave om in je cd-rek; of (2) leg het doosje in je auto en dump het elders.

## Tracklist
Disk 1
1. "Shine On You Crazy Diamond" (David Gilmour, Roger Waters, Richard Wright) – 13:35
2. "Astronomy Domine" (Syd Barrett) – 4:20
3. "What Do You Want from Me" (Gilmour, Wright, Polly Samson) – 4:10
4. "Learning to Fly" (Gilmour, Anthony Moore, Bob Ezrin, Jon Carin) – 5:16
5. "Keep Talking" (Gilmour, Wright, Samson) – 6:52
6. "Coming Back to Life" (Gilmour) – 6:56
7. "Hey You" (Waters) – 4:40
8. "A Great Day for Freedom" (Gilmour, Samson) – 4:30
9. "Sorrow" (Gilmour) – 10:49
10. "High Hopes" (Gilmour, Samson) – 7:52
11. "Another Brick in the Wall" (Waters) – 7:08

Bonustrack
1. "One of These Days" (Gilmour, Waters, Wright, Nick Mason) – 6:45

Disk 2
1. "Speak to Me" (Mason) – 2:30
2. "Breathe" (Gilmour, Waters, Wright) – 2:33
3. "On the Run" (Gilmour, Waters) – 3:48
4. "Time" (Gilmour, Waters, Wright, Mason) – 6:47
5. "The Great Gig in the Sky" (Wright, Torry) – 5:52
6. "Money" (Waters) – 8:54
7. "Us and Them" (Waters, Wright) – 6:58
8. "Any Colour You Like" (Gilmour, Wright, Mason) – 3:21
9. "Brain Damage" (Waters) – 3:46
10. "Eclipse" (Waters) – 2:38
11. "Wish You Were Here" (Gilmour, Waters) – 6:35
12. "Comfortably Numb" (Gilmour, Waters) – 9:29
13. "Run Like Hell" (Gilmour, Waters) – 8:36

Bonustrack
1. "Soundscape" (Gilmour, Wright, Mason) – 22:00

## Versies
Het muziekalbum kwam in allerlei versies op de markt; een dubbelcompactdisc; een dubbelelpee; een muziekcassette, een videocompact disc en een video kwamen al in 1995 uit. Daarna volgde in 2006 een geremasterde versie met 5.1-kanaals surroundgeluid en uiteindelijk nog de dvd-film zelf. De 5.1 versie werd ver van tevoren aangekondigd, maar steeds weer uitgesteld.

## Musici
Pink Floyd destijds:
- David Gilmour - gitaar, zang
- Nick Mason - drums, percussie
- Richard Wright - toetsinstrumenten, achtergrondzang

Gastmusici
- Sam Brown – achtergrondzang, eerste stem "The Great Gig in the Sky", duet op "Comfortably Numb" (choruses)
- Jon Carin – toetsinstrumenten, achtergrondzang, programmeerwerk, duet op "Hey You", "Breathe", en "Comfortably Numb"
- Claudia Fontaine – achtergrondzang, derde stem in "The Great Gig in the Sky"
- Durga McBroom – achtergrondzang, tweede stem in "The Great Gig in the Sky"
- Dick Parry – saxofoons
- Guy Pratt – basgitaar, achtergrondzang, duet op "Comfortably Numb" en "Run Like Hell"
- Tim Renwick – gitaar, achtergrondzang
- Gary Wallis – percussie en aanvullend (elektronisch) slagwerk

## Ontvangst

### Charts
| Jaar | Chart                | Plaats |
| ---- | -------------------- | ------ |
| 1995 | Album Top 100        | 1      |
| 1995 | The Billboard 200    | 1      |
| 1995 | UK Albums Chart      | 1      |
| 1995 | Zwitserse Charts     | 1      |
| 1995 | Noorse Record Charts | 1      |
| 1995 | Ultratop 50          | 1      |

### Hitnotering
| "P•U•L•S•E" in de Nederlandse Album Top 100 - binnen: 10-06-1995 | "P•U•L•S•E" in de Nederlandse Album Top 100 - binnen: 10-06-1995 | "P•U•L•S•E" in de Nederlandse Album Top 100 - binnen: 10-06-1995 | "P•U•L•S•E" in de Nederlandse Album Top 100 - binnen: 10-06-1995 | "P•U•L•S•E" in de Nederlandse Album Top 100 - binnen: 10-06-1995 | "P•U•L•S•E" in de Nederlandse Album Top 100 - binnen: 10-06-1995 | "P•U•L•S•E" in de Nederlandse Album Top 100 - binnen: 10-06-1995 | "P•U•L•S•E" in de Nederlandse Album Top 100 - binnen: 10-06-1995 | "P•U•L•S•E" in de Nederlandse Album Top 100 - binnen: 10-06-1995 | "P•U•L•S•E" in de Nederlandse Album Top 100 - binnen: 10-06-1995 | "P•U•L•S•E" in de Nederlandse Album Top 100 - binnen: 10-06-1995 | "P•U•L•S•E" in de Nederlandse Album Top 100 - binnen: 10-06-1995 | "P•U•L•S•E" in de Nederlandse Album Top 100 - binnen: 10-06-1995 | "P•U•L•S•E" in de Nederlandse Album Top 100 - binnen: 10-06-1995 | "P•U•L•S•E" in de Nederlandse Album Top 100 - binnen: 10-06-1995 | "P•U•L•S•E" in de Nederlandse Album Top 100 - binnen: 10-06-1995 | "P•U•L•S•E" in de Nederlandse Album Top 100 - binnen: 10-06-1995 | "P•U•L•S•E" in de Nederlandse Album Top 100 - binnen: 10-06-1995 | "P•U•L•S•E" in de Nederlandse Album Top 100 - binnen: 10-06-1995 | "P•U•L•S•E" in de Nederlandse Album Top 100 - binnen: 10-06-1995 | "P•U•L•S•E" in de Nederlandse Album Top 100 - binnen: 10-06-1995 | "P•U•L•S•E" in de Nederlandse Album Top 100 - binnen: 10-06-1995 | "P•U•L•S•E" in de Nederlandse Album Top 100 - binnen: 10-06-1995 | "P•U•L•S•E" in de Nederlandse Album Top 100 - binnen: 10-06-1995 |
| Week                                                             | 01                                                               | 02                                                               | 03                                                               | 04                                                               | 05                                                               | 06                                                               | 07                                                               | 08                                                               | 09                                                               | 10                                                               | 11                                                               | 12                                                               | 13                                                               | 14                                                               | 15                                                               | 16                                                               | 17                                                               | 18                                                               | 19                                                               | 20                                                               | 21                                                               | 22                                                               |                                                                  |
| ---------------------------------------------------------------- | ---------------------------------------------------------------- | ---------------------------------------------------------------- | ---------------------------------------------------------------- | ---------------------------------------------------------------- | ---------------------------------------------------------------- | ---------------------------------------------------------------- | ---------------------------------------------------------------- | ---------------------------------------------------------------- | ---------------------------------------------------------------- | ---------------------------------------------------------------- | ---------------------------------------------------------------- | ---------------------------------------------------------------- | ---------------------------------------------------------------- | ---------------------------------------------------------------- | ---------------------------------------------------------------- | ---------------------------------------------------------------- | ---------------------------------------------------------------- | ---------------------------------------------------------------- | ---------------------------------------------------------------- | ---------------------------------------------------------------- | ---------------------------------------------------------------- | ---------------------------------------------------------------- | ---------------------------------------------------------------- |
| Nummer                                                           | 18                                                               | 1                                                                | 1                                                                | 5                                                                | 6                                                                | 6                                                                | 7                                                                | 9                                                                | 15                                                               | 15                                                               | 19                                                               | 23                                                               | 29                                                               | 27                                                               | 24                                                               | 27                                                               | 30                                                               | 52                                                               | 58                                                               | 58                                                               | 62                                                               | 81                                                               | uit                                                              |

| "P•U•L•S•E" in de Vlaamse Ultratop 50 Albums - binnen: 17-06-1995 | "P•U•L•S•E" in de Vlaamse Ultratop 50 Albums - binnen: 17-06-1995 | "P•U•L•S•E" in de Vlaamse Ultratop 50 Albums - binnen: 17-06-1995 | "P•U•L•S•E" in de Vlaamse Ultratop 50 Albums - binnen: 17-06-1995 | "P•U•L•S•E" in de Vlaamse Ultratop 50 Albums - binnen: 17-06-1995 | "P•U•L•S•E" in de Vlaamse Ultratop 50 Albums - binnen: 17-06-1995 | "P•U•L•S•E" in de Vlaamse Ultratop 50 Albums - binnen: 17-06-1995 | "P•U•L•S•E" in de Vlaamse Ultratop 50 Albums - binnen: 17-06-1995 | "P•U•L•S•E" in de Vlaamse Ultratop 50 Albums - binnen: 17-06-1995 | "P•U•L•S•E" in de Vlaamse Ultratop 50 Albums - binnen: 17-06-1995 | "P•U•L•S•E" in de Vlaamse Ultratop 50 Albums - binnen: 17-06-1995 | "P•U•L•S•E" in de Vlaamse Ultratop 50 Albums - binnen: 17-06-1995 | "P•U•L•S•E" in de Vlaamse Ultratop 50 Albums - binnen: 17-06-1995 | "P•U•L•S•E" in de Vlaamse Ultratop 50 Albums - binnen: 17-06-1995 | "P•U•L•S•E" in de Vlaamse Ultratop 50 Albums - binnen: 17-06-1995 | "P•U•L•S•E" in de Vlaamse Ultratop 50 Albums - binnen: 17-06-1995 | "P•U•L•S•E" in de Vlaamse Ultratop 50 Albums - binnen: 17-06-1995 | "P•U•L•S•E" in de Vlaamse Ultratop 50 Albums - binnen: 17-06-1995 | "P•U•L•S•E" in de Vlaamse Ultratop 50 Albums - binnen: 17-06-1995 |
| Week                                                              | 01                                                                | 02                                                                | 03                                                                | 04                                                                | 05                                                                | 06                                                                | 07                                                                | 08                                                                | 09                                                                | 10                                                                | 11                                                                | 12                                                                | 13                                                                | 14                                                                | 15                                                                |                                                                   | 16                                                                |                                                                   |
| ----------------------------------------------------------------- | ----------------------------------------------------------------- | ----------------------------------------------------------------- | ----------------------------------------------------------------- | ----------------------------------------------------------------- | ----------------------------------------------------------------- | ----------------------------------------------------------------- | ----------------------------------------------------------------- | ----------------------------------------------------------------- | ----------------------------------------------------------------- | ----------------------------------------------------------------- | ----------------------------------------------------------------- | ----------------------------------------------------------------- | ----------------------------------------------------------------- | ----------------------------------------------------------------- | ----------------------------------------------------------------- | ----------------------------------------------------------------- | ----------------------------------------------------------------- | ----------------------------------------------------------------- |
| Nummer                                                            | 4                                                                 | 1                                                                 | 5                                                                 | 10                                                                | 11                                                                | 13                                                                | 10                                                                | 12                                                                | 15                                                                | 22                                                                | 23                                                                | 23                                                                | 30                                                                | 29                                                                | 30                                                                | uit                                                               | 49                                                                | uit                                                               |

Nummers van Pink Floyd